# Ataxia luteifrons
Ataxia luteifrons là một loài bọ cánh cứng trong họ Cerambycidae.